# Szamocin (stacja kolejowa)
Szamocin – nieczynna stacja kolejowa w mieście Szamocin, w powiecie chodzieskim, w woj. wielkopolskim, w Polsce.

## Historia
Budynek dworca kolejowego wybudowano w latach 1907–1908 w związku z uruchomieniem linii kolejowej Chodzież - Gołańcz. Miasto otrzymało bezpośrednie połączenie z Bydgoszczą i Wągrowcem, a przez Chodzież z Poznaniem - wzmógł się transport kolejowy firm skupujących bydło na szamocińskich jarmarkach. Obecnie budynki stacyjne pełnią inną rolę. Z inicjatywy reżysera Luby Zarembińskiej, zostały one zaadaptowane początkowo na Warsztaty Teatralne Teatru "44" – powstałego w 1992 roku. Od 1997 roku jest to siedziba Społecznego Stowarzyszenia Edukacyjno - Teatralnego "Stacja Szamocin". Warsztaty teatralne, co roku w lipcu grupują młodych ludzi z Szamocina, Chodzieży i Margonina. Oprócz ćwiczeń uczestników pod nadzorem profesjonalistów odbywają się także prezentacje teatralne.

## Linki zewnętrzne

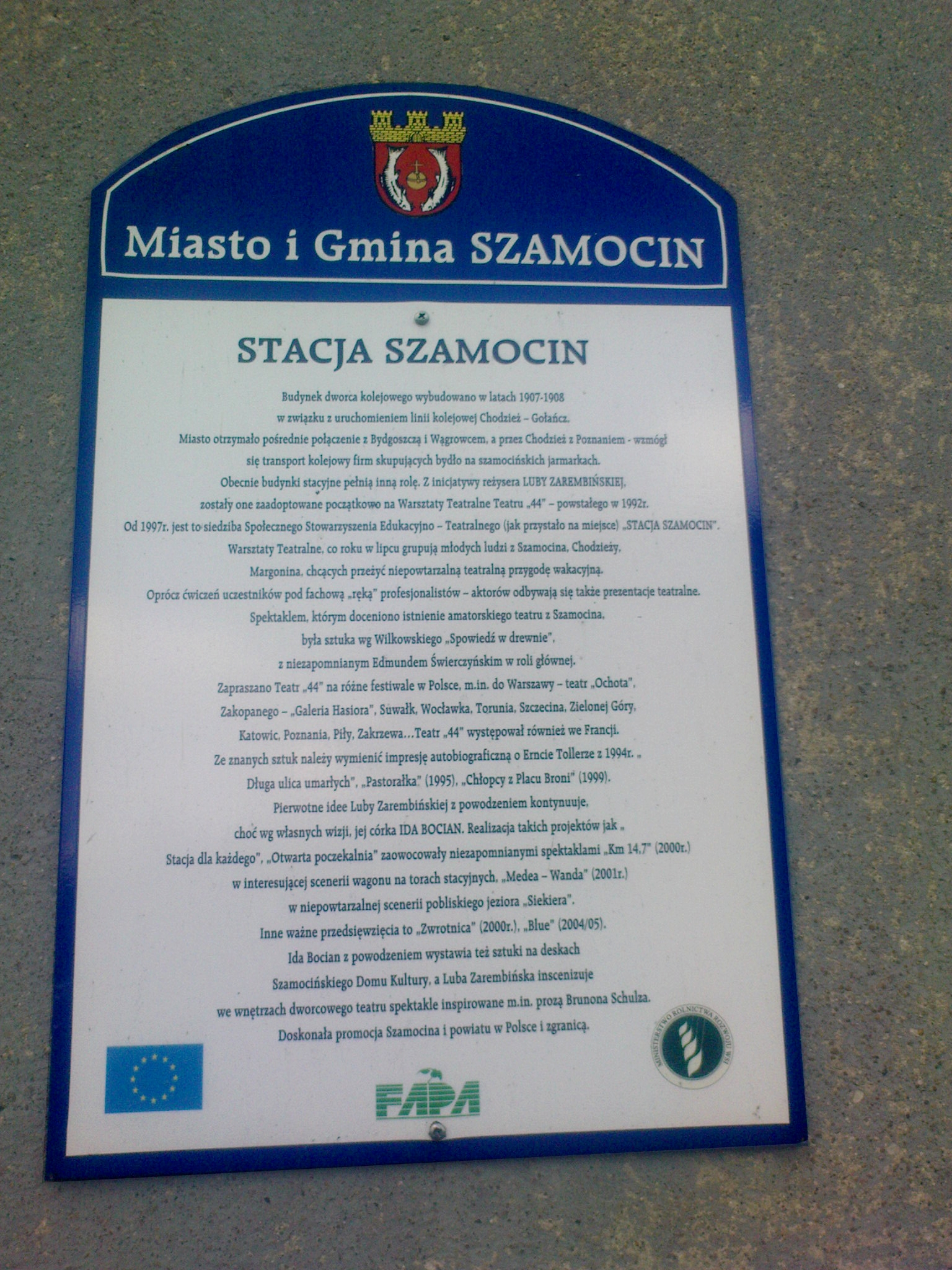
Tablica umieszczona na budynku dworca